# Aerofon

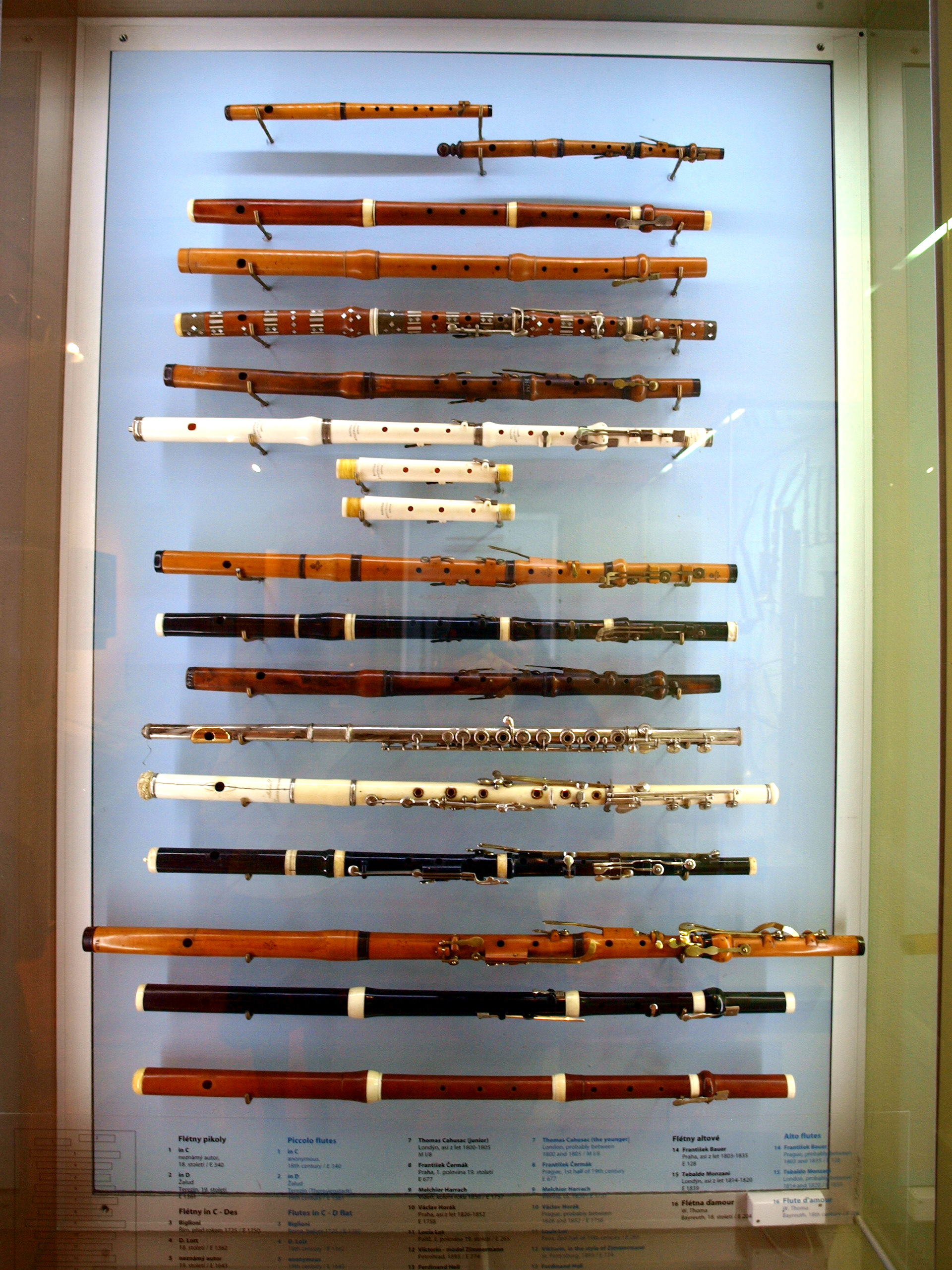
Flétny v oddělení dechových nástrojů Českého muzea hudby v Praze

Aerofon neboli dechový hudební nástroj, je takový, který vydává zvuk chvěním vzduchového sloupce.

## Systematika
| Název                                                | Popis                                                                                                | Zástupci                                                                      |
| ---------------------------------------------------- | --- | ----------------------------------------------------------------------------- |
| 41 Volné aerofony                                    | vzduchový sloupec není ohraničen nástrojem                                                           |                                                                               |
| 411 Aerofony odchylující                             | vzduch dopadá na hranu nebo hrana se pohybuje vzduchem                                               | bič, čepel šavle                                                              |
| 412 Aerofony přerušující                             | proud vzduchu je periodicky přerušován                                                               |                                                                               |
| 412.1 Idiofonické aerofony přerušující neboli jazyky | proud vzduchu dopadá na lamelu, ta se rozechvívá a periodicky přerušuje vzduchový proud              | jazýčkové píšťaly varhan, akordeon, harmonium, hra na list trávy              |
| 412.2 Neidiofonické nástroje přerušující             | přerušovač se pohybuje bez přičinění vzduchu                                                         | siréna                                                                        |
| 413 Aerofony explozivní                              | vzduch je jedním nárazem stlačen a uvolněn                                                           | bouchačky                                                                     |
| 42 Vlastní dechové nástroje                          | vzduchový sloupec je ohraničen nástrojem                                                             |                                                                               |
| 421 Nástroje hranové neboli flétny                   | úzký proud vzduchu naráží na hranu                                                                   | píšťala, píšťalka                                                             |
| 421.1 Flétny bez štěrbiny                            | hráč vytváří úzký vzduchový proud rty                                                                | příčná flétna, panova flétna                                                  |
| 421.2 Flétny se štěrbinou                            | úzká štěrbina přivádí vzduchový proud na ostrou hranu laterálního otvoru                             | zobcová flétna, okarína, labiální rejstříky varhan, flétnové rejstříky varhan |
| 422 Šalmaje                                          | chvění vzduchu je zprostředkováno, lamely připevněné na nástroji rozkmitají vzduchový sloupec nárazy |                                                                               |
| 422.1 Hoboje                                         | šalmaj má „rákos“ z nárazných jazyků (většinou plošně stlačené stéblo)                               | hoboj, fagot, aulos                                                           |
| 422.2 Klarinety                                      | šalmaj má „plátek“ z jedné nárazné lamely                                                            | klarinet, saxofon, chalumeau                                                  |
| 423 Trompety                                         | vzduchový sloupec je přiveden do vibrace prostřednictvím nárazů, pocházející z hráčových rtů         |                                                                               |
| 423.1 Trompety přirozené                             | bez zařízení ke změně tónové výšky                                                                   | pastýřský roh, šofar, vuvuzela                                                |
| 423.2 Trompety chromatické                           | se zařízením ke změně tónové výšky                                                                   | trubka, lesní roh, pozoun, serpent, klapkové trubky                           |